# Убийство Евгения Щербаня

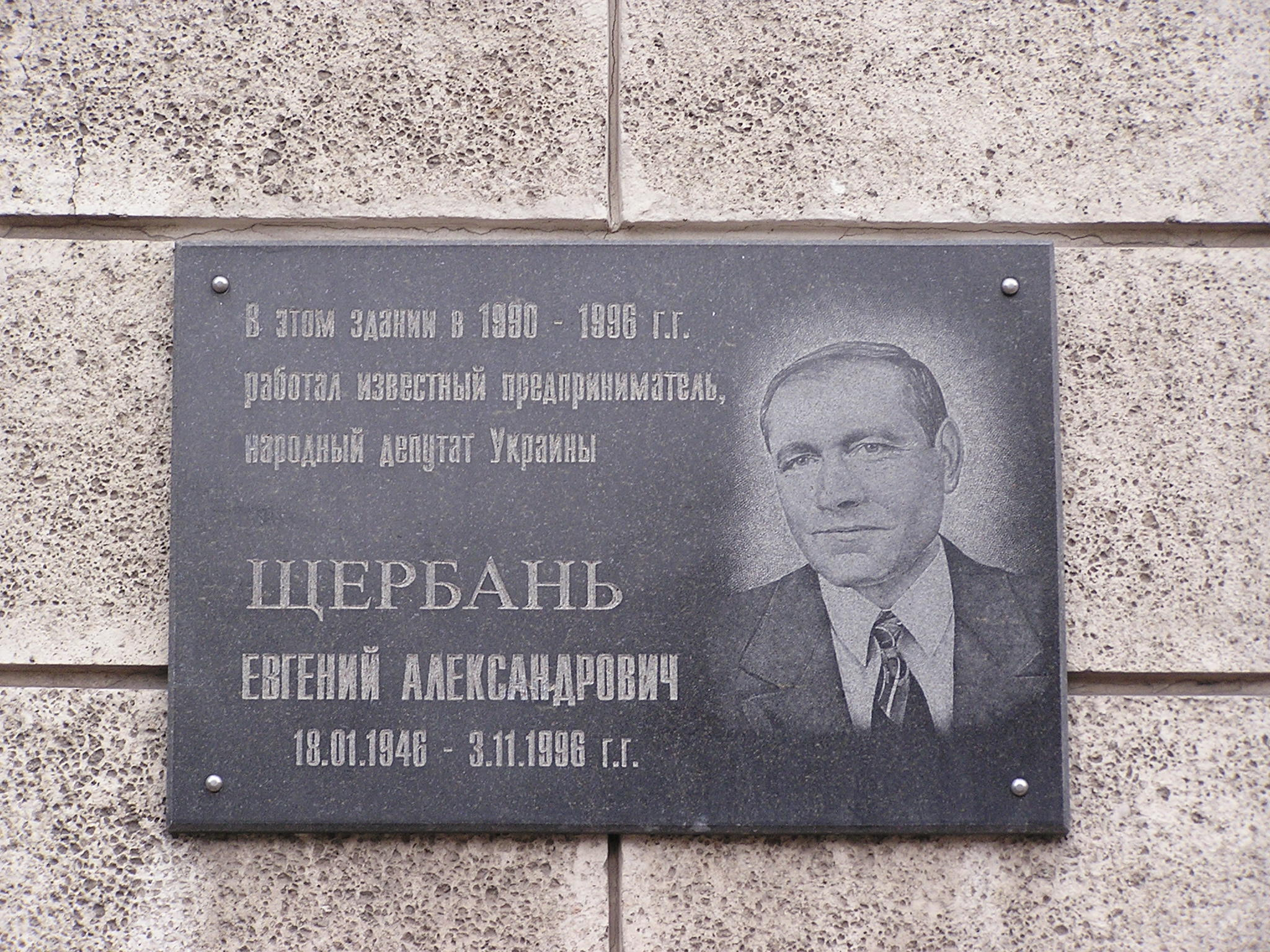
Мемориальная доска в Донецке

Евгений Александрович Щербань (укр. Євген Олександрович Щербань; 1946—1996) — украинский олигарх и политик середины 1990-х. В короткий период 1995—1996 годов (то есть после убийства Ахатя Брагина) считался самым богатым олигархом на Донбассе, был главным акционером крупнейшего в Украине холдинга «Индустриальный Союз Донбасса», который объединял сотни крупных предприятий Донецкой и Луганской областей.
Резонансное убийство Евгения Щербаня (3 ноября 1996) случилось через год после убийства предыдущего «хозяина Донбасса» Ахатя Брагина (убит 15 октября 1995). Оба эти убийства совершила «банда Кушнира», заказчики этих убийств не найдены. Эти и другие резонансные убийства крупных бизнесменов Донбасса — чаще всего считают следствием борьбы за лидерство на Донбассе в 1990-х годах. Однако 12 августа 2011 года заместитель генпрокурора Украины Ренат Кузьмин впервые озвучил версию, что убийство Щербаня оплатила Юлия Тимошенко — против заявления о причастности Тимошенко высказались экс-президент Украины Леонид Кучма, экс-премьер-министр Украины Виталий Масол, генеральный директор «Индустриального Союза Донбасса» Сергей Тарута и др.

## Убийство
3 ноября 1996 года Щербань был убит на лётном поле в донецком аэропорту, когда возвращался из Москвы на собственном Як-40 с юбилея Иосифа Кобзона. В подготовке убийства участвовало не менее десяти человек (позже названные в СМИ «банда Кушнира»), непосредственно убийство совершили два преступника (предположительно принадлежавшие к солнцевской ОПГ) — Вадим Болотских («Москвич») и Геннадий Зангелиди («Зверь»). Операцию тщательно разработал их главарь Кушнир. Болотских и Зангелиди проникли на территорию аэропорта на автомобиле по фальшивым документам, при себе у них была летная и милицейская форма. Когда Щербань вышел из самолёта, Болотских выстрелил ему в затылок, а Зангелиди в панике из автомата начал беспорядочно расстреливать сопровождавших, после чего оба прыгнули в машину и скрылись. Кроме Щербаня погибли также его жена, авиатехник, и бортинженер самолёта, который от полученных ранений скончался в больнице. По горячим следам преступление раскрыть не удалось, преступники успешно скрылись, автомобиль сожгли на окраине. В результате перестрелки оказалось, что Зангелиди случайно задел Болотских, которому была сделана подпольная операция.

## Распад бизнес-империи Щербаня в 1996—1997 годах
После убийства Евгения Щербаня на первые роли в Донбассе вышла альтернативная донецкая группировка Рината Ахметова и Виктора Януковича, а значительная часть имущества Евгения Щербаня оказалась в собственности Рината Ахметова, который с того времени стал богатейшим олигархом не только Донбасса, но и всей Украины (по рейтингу Bloomberg за 2012 год Ахметов обогнал даже всех российских миллиардеров).
Сыновья Щербаня (Руслан и Евгений Щербани) сказали в 2013 году: «Всё, что было создано отцом, рухнуло за 8 месяцев».

## Арест исполнителей
Лишь только в 2000 году в России удалось арестовать и экстрадировать Болотских на Украину. Зангелиди и Кушнир были к тому времени мертвы (главный свидетель, который мог пролить свет на имя заказчика убийства — Кушнир был арестован на Украине, но убит в СИЗО Донецка при загадочных обстоятельствах). В прессе отмечалось нарушение процедуры этапирования Болотских, то есть он был попросту похищен и тайно доставлен на Украину. В 2003 году Болотских был осужден на пожизненное лишение свободы; кроме убийства Щербаня, суд признал его участие в ряде других резонансных преступлений, среди которых убийство Ахатя Брагина — владельца футбольного клуба «Шахтер» и Александра Момота — владельца крупной донецкой компании «Данко».
К 2013 году из всех исполнителей убийства Щербаня в живых остался лишь Вадим Болотских.

### Личность Вадима Болотских
Экс-адвокат Болотских — Дмитрий Поезд сказал в январе 2013 года:

Позиция Болотских (на суде в 2003 году) была такова, что он пришел на бедную Украину и помог уничтожить олигархов. Болотский считал себя Робин Гудом. Он говорил, что Щербань — олигарх и вредит народу.
По утверждению Болотских (которое не опровергнуто другими участниками преступления) за убийство Щербаня он не получил никаких денег или имущества, а выполнил убийство по просьбе «друзей».
Цитата о личности Болотских из статьи донецкого журналиста Сергея Кузина:

Группа киллеров Кушнира работала как раз от москвичей. Тот же Вадим Болотских, он же Вадик «Москвич», считался специалистом по разного рода диверсионным мероприятиям. Он проучился чуть больше года в милицейской «вышке» (в России) по антитеррористическому профилю, затем не сошелся характерами с руководством и был отчислен. Ушел в армию, охранял зеков. После армии год проработал в охране какого-то московского кооператива, затем следы его потерялись. Выплыл он уже в качестве главного специалиста по всякого рода диверсионным мероприятиям уже во время великой криминальной войны в Донбассе. Болотских считался человеком некоего «Синяка» по фамилии Синякин — авторитета из Москвы, занимающегося торговлей оружием под колпаком спецслужб

## Версии относительно заказчиков убийства
Убийство Евгения Щербаня стало одним из самых громких уголовных дел в истории независимой Украины. Учитывая активную деловую и политическую деятельность погибшего, следствие и общественность больше всего волновал вопрос о заказчиках. От Болотских этого узнать не удалось, поскольку он и сообщники контактировали исключительно с Кушниром, который был убит в тюрьме города Донецка ещё до ареста Болотских.

### «Донецкие разборки»
Часто звучала версия, что убийство «хозяина Донецка» Евгения Щербаня было вызвано борьбой за власть в самой Донецкой области — то есть вызвано теми же процессами, что и убийство предыдущего «хозяина Донецка» Ахатя Брагина (15 октября 1995), и убийства других ведущих бизнесменов Донецкой области — в те времена Донецкая область была лидером на Украине по количеству заказных убийств и по дерзости их выполнения.
Журналист Сергей Кузин (автор книги «Донецкая мафия») считает, что Щербаня и Брагина убили по заказу российских преступных групп, которые хотели контролировать приватизацию в Донбассе. В пользу этой версии Кузин приводит то обстоятельство, что «Москвич» (Вадим Болотских) был причастен к обоим убийствам — и Брагина, и Щербаня.

### Версия о причастности Лазаренко
После раскола в «днепропетровском клане» на сторонников Кучмы и сторонников Лазаренко — со стороны президента Кучмы (в 1999 году) были выдвинуты обвинения, что именно Павел Лазаренко является заказчиком двух наиболее резонансных убийств в истории Украины 1990-х — в убийстве экс-главы Нацбанка Украины Вадима Гетьмана и донецкого олигарха Евгения Щербаня. В 2000 году Лазаренко был арестован в США, прокуратура США весьма подробно расследовала его деятельность на Украине, но не выявила причастности Лазаренко к заказным убийствам (Лазаренко находился 7 лет в заключении и 5 лет под домашним арестом, но в настоящее время с Лазаренко в США сняты все обвинения кроме обвинения в «сговоре с целью отмывания денег в США» и в семи эпизодах такого «отмывания денег в США».
Как отмечает украинский политолог Константин Бондаренко, Евгений Щербань перед своей гибелью попытался организовать объединение донецких элит, их «напугал визит в Донецк Юлии Тимошенко от имени премьера Павла Лазаренко», — прежде отмечает он.
12 августа 2011, после ареста Юлии Тимошенко (который произошёл 5 августа 2011 года), когда против этого ареста протестовали правительства многих стран Европы, США, Россия, заместитель генерального прокурора Украины Ренат Кузьмин впервые заявил, что имеется свидетель в США, который заявляет, что убийство Щербаня «бандой Кушнира» заказал Лазаренко, а оплатила Тимошенко. Позже Генеральный прокурор Украины Виктор Пшонка заявил, что за убийство Щербаня Лазаренко заплатил преступной группе $500 тысяч, а Тимошенко $2,3 млн.

### Версия о причастности Тимошенко
18 января 2013 года Юлии Тимошенко, уже отбывающей тюремное заключение по делу о газовых соглашениях между Россией и Украиной в 2009 году, Генеральная прокуратора Украины официально предъявила обвинение в организации убийства Щербаня, и вручила ей официальное подозрение (процессуальный документ) в совершении преступления по 93-й статье Уголовного кодекса Украины (убийство), одним из видов наказаний по которой предусматривается пожизненное лишение свободы.
Все обвинения Тимошенко назвала «откровенной ложью», а её адвокат Сергей Власенко заявил, что главный, кто был заинтересован в устранении Щербаня, — это действующий на тот момент президент Украины Виктор Янукович, поскольку через четыре месяца после убийства он стал губернатором Донецкой области, а имущество Щербаня после его смерти разделили подконтрольные Януковичу бизнес-структуры.

#### Заявления о непричастности Тимошенко
О том, что Тимошенко не причастна к убийству Щербаня, заявили компетентные в данном вопросе деятели Украины:
- Экс-президент Леонид Кучма заявил, что в бытность президентом никогда не слышал версий о причастности Тимошенко к «делу Щербаня», и что генеральный прокурор Михаил Потебенько докладывал ему, что в заказе убийства Щербаня подозревается Лазаренко, но относительно Тимошенко никаких подозрений никогда не было[16].

Через три с половиной месяца после заявления Кучмы (27 мая 2013 года) Ринат Кузьмин заявил, что теперь уже проверяется причастность самого Кучмы к убийству Щербаня. Однако, несмотря на давление, Кучма своих показаний не изменил.
- 2 апреля 2013 года исполнительный директор (в 1996 году) главной фирмы Щербаня «Индустриальный Союз Донбасса» Сергей Тарута (в настоящее время он является генеральным директором «Индустриального Союза Донбасса») заявил, что конфликт ИСД с ЕЭСУ был улажен за год до убийства Щербаня, что Тимошенко не причастна к убийству Щербаня[18].
- Бывший адвокат Вадима Болотских, известный юрист Дмитрий Поезд заявил, что к убийству Щербаня причастен Ринат Ахметов, а не Тимошенко с Лазаренко[7]. Дмитрий Поезд также заявил, что Вадим Болотских на следствии дал показания, что не знает ни Тимошенко, ни Лазаренко, и ничего не слышал об их участии в деле Щербаня или в подобных «донецких делах»[7].
- Непосредственный убийца Щербаня — Болотских по прозвищу «Москвич» — категорически отказался давать показания против Тимошенко. 14 апреля 2013 Дмитрий Поезд заявил от имени гражданина Российской Федерации Вадима Болотских, что Болотских не будет менять свои показания и не станет указывать на Лазаренко и Тимошенко, как этого хочет генпрокуратура Украины[19]: «Болотских пошлёт их на три буквы. Он ждёт, когда его переправят в Россию. И понимает, что его будут оберегать и он будет жив до тех пор, пока не даст показаний на Лазаренко и Тимошенко», «Так что здесь прокуратуре ничего не светит — Болотских не будет давать ложных свидетельств»[19].
- Бывший премьер-министр Украины Виталий Масол (был премьер-министром ещё во времена УССР в 1987—1990 и в первые годы независимости в 1994—1995) заявил, что, по его мнению, Щербаня убил Виктор Янукович: «Я, например, считаю, что Щербаня убил Янукович. Убрал со своего пути. Это же Донецк», «Я Щербаня знал. Он приходил ко мне, когда я был премьером. Попросился быть моим внештатным советником. Я ему даже пропуск выдал. Он мне нравился своими здоровыми соображениями. И здесь Щербаня убивают. Директор шахты Ампилов, которому я три дома построил, рассказал, как это дело сделали»[20].
- Автор книги «Донецкая мафия» Сергей Кузин указывает, что в деле Щербаня почему-то нет показаний Рината Ахметова, который был партнёром Брагина и Щербаня по ИСД (Индустриальному Союзу Донбасса): «На мой взгляд, прокуратура, вцепившаяся в версию причастности Тимошенко и Лазаренко, не желает работать с другими версиями. Надо смотреть, кому это было выгодно. Ведь, по сути, Тимошенко и Лазаренко от смерти того же Щербаня не выиграли ничего»[21].

Однако эти заявления генпрокуратура Украины фактически игнорирует, а строит свои обвинения против Тимошенко на заявлениях двух свидетелей (которые почему-то заговорили лишь в 2011—2012 годах): Руслана Щербаня (сын Евгения Щербаня) и «свидетеля из США» Петра Кириченко.
Относительно «показаний Кириченко», то все его «факты против Тимошенко» сводятся к тому, что предприятия Тимошенко перечислили некоторые средства на счета Лазаренко в США, а потом часть этих средств Кириченко перечислил на покупку предприятия на Украине, и Кириченко утверждает, что купил это предприятие для себя и для Кушнира. В ответ адвокат Тимошенко Власенко заявил, что через два дня после убийства Щербаня со счетов его уже убитой жены было перечислено 2 млн дол. на американские счета сына донецкого бизнесмена Владимира Щербаня, но разве это свидетельствует о заказном убийстве Евгения Щербаня?
По мнению публициста Владимира Бойко, все украинские лидеры, начиная с Леонида Кучмы, пытались использовать тему убийства Щербаня, чтобы набрать политические очки и выбить из борьбы своих политических оппонентов.

## Судьба уголовного дела
Во время Евромайдана на Украине в феврале 2014 года материалы уголовного дела об убийстве Щербаня (в части подозрений в нём Тимошенко и Лазаренко) по указанию генпрокурора Виктора Пшонки были вывезены в Управление СБУ в Симферополь, где в дальнейшем перешли в руки российской стороны.

## Судьба имущества Щербаня
Основная доля перешла и группа ИСД перешла к Сергею Таруте, на данный момент депутату от партии Юлии Тимошенко и её бизнес-партнёру. Сергей Тарута стал исполнительным директором ИСД с долей в 2 %,после того как Евгений Щербань был избран депутатом Верховной Рады, после смерти Щербаня он получил долю в 80 %. Сын Щербаня утверждает, что решение принято незаконно. После смерти Щербаня все долги ЕЭС Юлии Тимошенко перед ИСД были списаны.
Ренат Ахметов получил мобильного оператора DCC по словам семьи Щербаня, компанию передали в счёт долга, требуемого Ахметовым, реальность долга семья отрицает.